# 蒲奴
蒲奴（？—？），1世纪北匈奴第一任单于，挛鞮氏。為匈奴呼都而尸道皋若鞮單于之子，乌达鞮侯的弟弟。
蒲奴原任左贤王，公元46年嗣单于位。匈奴连年旱灾蝗灾，人畜死耗大半。怕被东汉袭击，遣使至渔阳郡请和亲。又被乌桓袭击，率众北迁，漠南地空。48年，呼韓邪單于之孫日逐王比率4萬多人南下附漢，被漢朝安置在河套地區，史稱南匈奴。而其留居漠北被稱為北匈奴。匈奴一分為二。
49年，被南匈奴袭击，损失万余众，失地千里。考虑到汉朝帮助南匈奴，自陷孤立，50年，归还所掠汉人以示善意。在51年、52年、55年、64年，先后多次遣使朝觐汉朝，请和亲，求互市，被汉朝赏赐。但是因为怨恨汉朝厚待南匈奴，并未终止扰边,一直和汉朝、南匈奴对抗，侵扰五原郡、云中郡及河西诸郡，击破车师，攻金蒲、疏勒，和汉朝争夺西域，被汉朝和南匈奴反击。73年，汉朝派边郡兵马联合南匈奴、卢水羌胡、乌桓、鲜卑兵，共数万人，分四道北征，北匈奴军力衰耗，部众离叛。83年，稽留斯等匈奴大人率众降汉。85年，南匈奴从南方、丁零从北方、鲜卑从东方、西域从西方攻击北匈奴，于是北单于不能自立，远遁而去。
| 前任： 兄烏達鞮侯 | 匈奴、北匈奴單于 48年─？ | 繼任： 優留單于 |